# Renesans

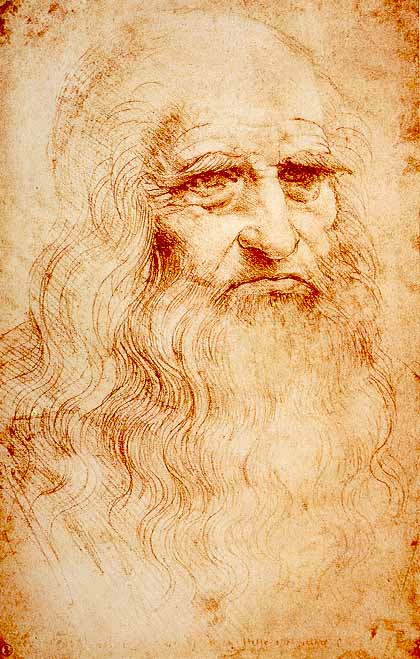
Leonardo da Vinci

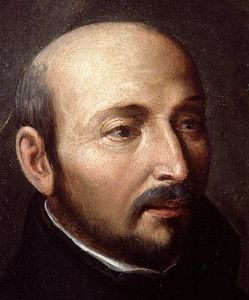
św. Ignacy Loyola

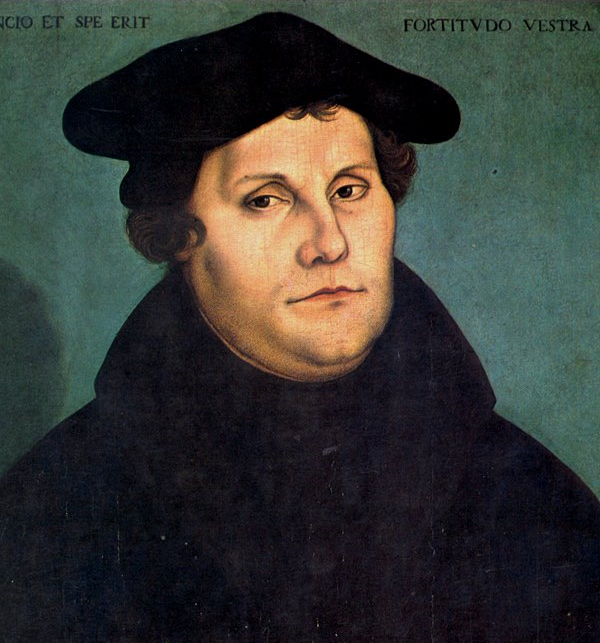
Marcin Luter

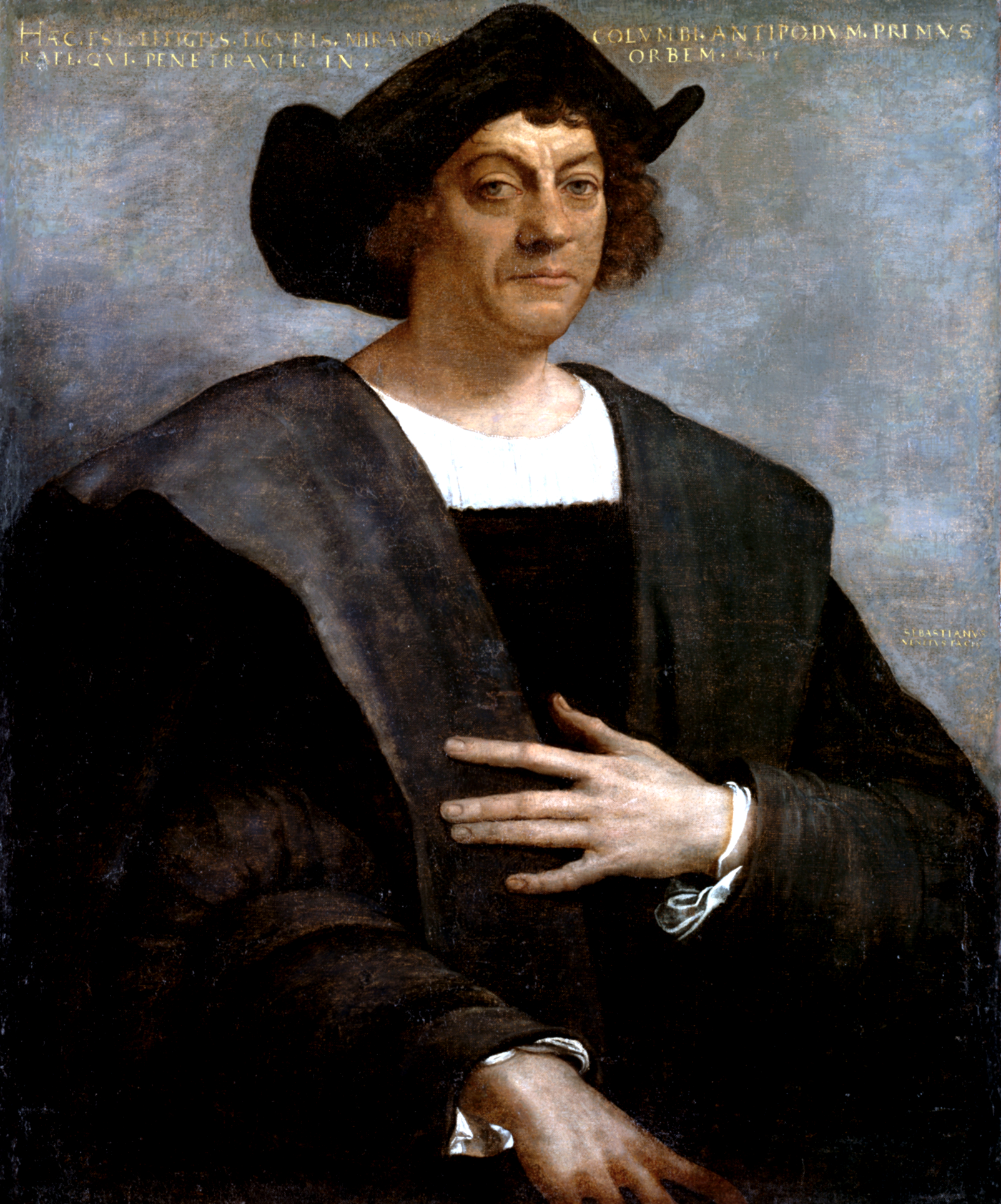
Krzysztof Kolumb

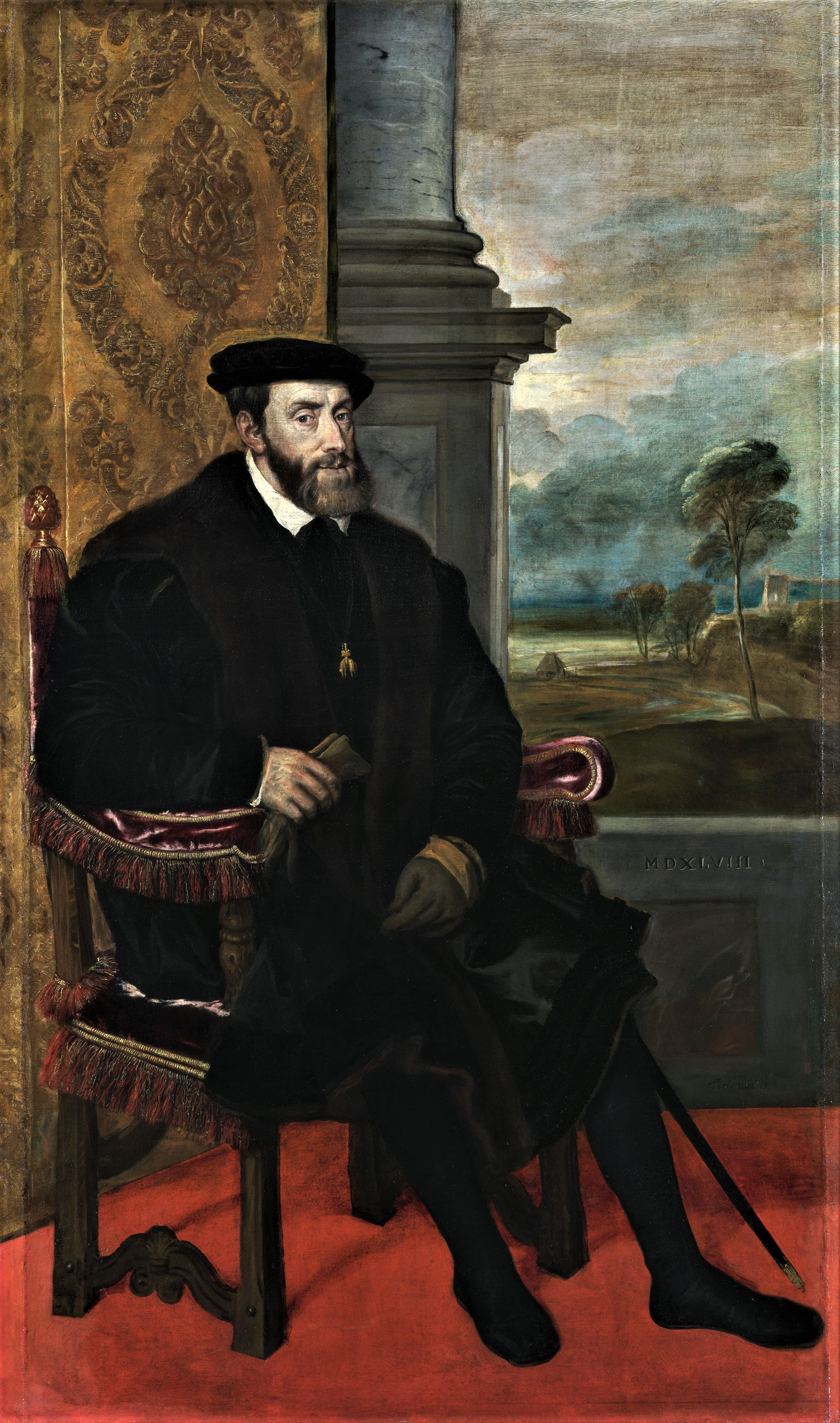
Cesarz Karol V

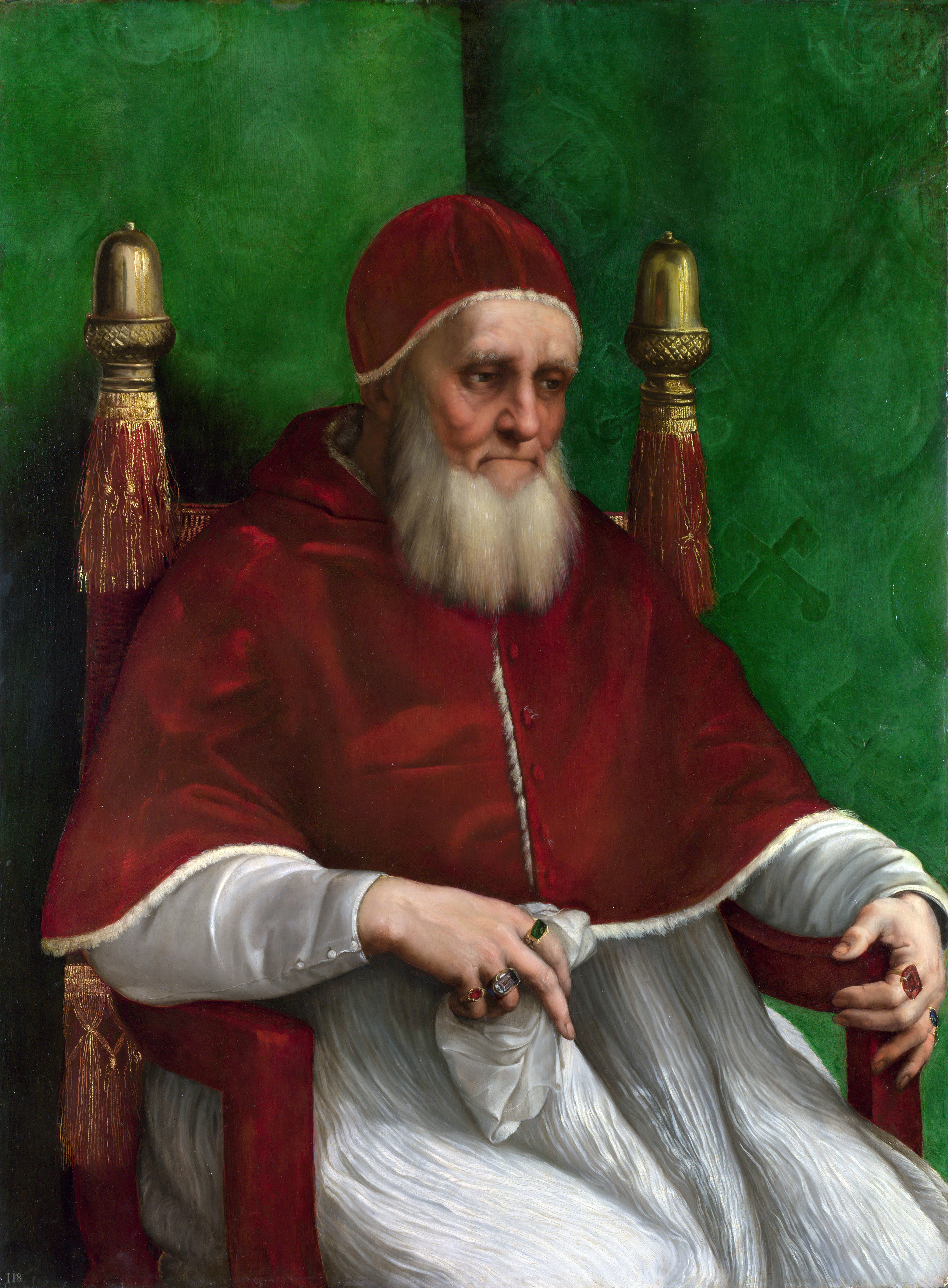
Papież Juliusz II

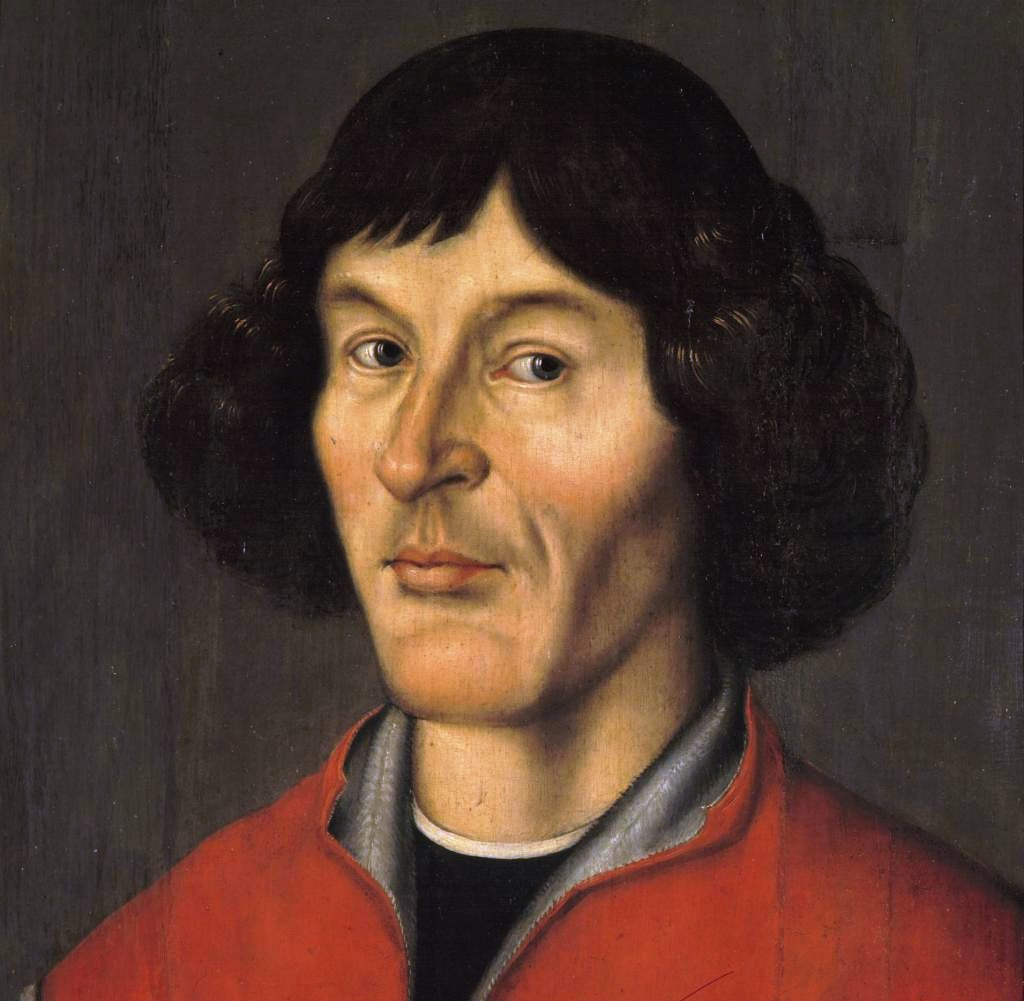
Mikołaj Kopernik

Renesans, odrodzenie (fr. renaissance „odrodzenie”) – epoka w historii kultury europejskiej, obejmująca przede wszystkim XVI wiek, określany często jako  „odrodzenie sztuk i nauk” oraz koncepcja historiozoficzna odnosząca się do historii kultury włoskiej od Dantego do roku 1520.
Termin ten nie jest jednoznaczny. Jako epoka w historii kultury renesans obejmuje wiek XV i XVI, lecz jego granice czasowe nie są jasno ustalone. Renesans jako koncepcja historiozoficzna Jacoba Burckhardta, pewien wzorzec do naśladowania, jaki ten historyk chciał przekazać swoim współczesnym, a z którym wiąże się do dziś popularne i „szkolne” rozumienie tej epoki, jest już przestarzały.
Jako spójny okres w historii cywilizacji renesans postrzegany jest tylko przez niektórych historyków, szczególnie historyków amerykańskich – chcą oni ujmować historię tej epoki jako samodzielną jedność, tj. badać razem np. wielkie odkrycia geograficzne, przemiany w literaturze, wzrost inflacji w XVI wieku czy rozwój medycyny w ich wzajemnych powiązaniach. Wielu innych współczesnych uczonych woli widzieć renesans na tle szeroko pojętej kultury europejskiej, odrzucając przy tym tezę o jego przełomowości dla Europy i widząc w nim raczej kontynuację średniowiecza, a nie odrębną epokę historyczną. Szczególnie wyraźne jest to na gruncie historii filozofii, w której niezależnie od tego, jak ten przełom się ocenia, widzi się przełom polegający na „przejściu od przedmiotu do podmiotu” nie w filozofii odrodzenia, ale w racjonalizmie wieku XVII.
Mniej wyraźne jest to na gruncie sztuki, gdzie renesans ciągle widziany jest jako epoka klasyczna i szczególna, mimo trwających od dawna tendencji do rewaloryzacji sztuki „nieklasycznej”, jak sztuka średniowieczna, bizantyńska czy orientalna. Jako kontynuację średniowiecza widzą renesans przede wszystkim mediewiści, jak Étienne Gilson wykazujący, że jest on „zepsutym średniowieczem”, czy Charles Homer Haskins, główny twórca teorii fal renesansowych w średniowieczu (renesans karoliński, ottoński itp.), do której przynależeć ma renesans XV i XVI w. Historyk sztuki Erwin Panofsky twierdzi jednak, że należy odróżniać renesans i renesansy średniowieczne ze względu na to, że w renesansie włoskim wieku XV dokonało się zjednoczenie obecnych w dawniejszych renesansach starożytnych form z odkrytymi na nowo treściami starożytności.

## Nazwa
Polski termin „renesans” pochodzi od francuskiego słowa renaissance, użytego przez Jules’a Micheleta i Jakoba Burckhardta w połowie XIX w. Określenie renaissance przyjęło się w wielu językach europejskich, w tym francuskim, angielskim i niemieckim – w języku włoskim funkcjonuje natomiast nazwa rinascimento. Prawdopodobnie pierwszy użył jej Giorgio Vasari w swoich Le vite de’ piú eccellenti pittori, scultori ed architettori w połowie w. XVI (mianowicie we wstępie do trecenta i wstępie do quattrocenta). Druga z polskich nazw epoki, „odrodzenie”, jest wiernym tłumaczeniem francuskiego słowa renaissance.

## Ramy czasowe i periodyzacja
Początek epoki odrodzenia zasadniczo pokrywa się z końcem średniowiecza – można więc przywoływać tu symboliczne daty upadku Konstantynopola, końca wojny stuletniej czy odkrycia Ameryki przez Krzysztofa Kolumba. Daty te jednak są tylko symboliczne ze względu na płynne przejście od średniowiecza do renesansu, szczególnie we Włoszech, jego kolebce, i we Francji, w której szczególnie w sztukach pięknych długo panowała forma mieszana między sztuką gotycką i renesansową (styl gotycko-renesansowy). Ustalenie początku epoki renesansu utrudnia także fakt, że do różnych krajów dotarł on w różnym czasie, a w żadnej dziedzinie kultury w żadnym rejonie Europy nie wyparł do końca form średniowiecznych. Stosunkowo ostre granice między kulturami renesansową i średniowieczną pojawiają się w krajach, w których pojawia się on później, szczególnie w Niemczech.
Początek renesansu we Włoszech od dawna jest przedmiotem ostrych sporów w historii kultury – niektórzy badacze widzą go już w wieku XIII, inni dopiero w drugiej połowie wieku XV. Dawniej, szczególnie w zafascynowanej renesansem drugiej połowie XIX w., Dante uważany był za twórcę z pogranicza średniowiecza i renesansu, obecnie dość powszechnie uznawany jest za twórcę ściśle średniowiecznego – tylko niektóre ustępy De monarchia i De vulgari eloquentia zdają się temu przeczyć. Szczególnie sporna jest przynależność kulturowa wybitnych twórców wczesnego humanizmu włoskiego z XIV w. – Petrarki i Boccaccia.
W sztukach pięknych styl renesansowy narodził się we Florencji: symboliczną datą i rzeczywistym przełomem artystycznym był konkurs na najlepszy projekt brązowych drzwi Baptysterium we Florencji. Konkurs wygrał Lorenzo Ghiberti, który swoim nietypowym projektem wzbudził zachwyt. Później Filippo Brunelleschi zaprojektował kopułę katedry florenckiej, co zapoczątkowało renesans w architekturze, dlatego też często historycy za kolebkę odrodzenia uznają Florencję.
Także data końca epoki jest sporna i zależy od poszczególnych koncepcji historycznych. Często wymienia się „okrągłą” datę 1600, wymienia się też daty od 1517 (wystąpienie Lutra, uchodzące czasem także za datę początkową dla Niemiec) przez 1548 (sobór trydencki) do 1648 (koniec wojny trzydziestoletniej), a nawet późniejsze. Dawniej, do rozpoczęcia pogłębionych badań nad tą epoką, za podtyp renesansu uznawano barok jako całość. Dla Włoch za koniec epoki uznaje się bardzo często rok 1527, datę Sacco di Roma.

## Kontekst historyczno-kulturowy
Humanizm to ruch filozoficzny, kulturalny i moralny powstały w XV wieku we Włoszech, a zarysowujący się już w XIV wieku i w wielu aspektach kultury średniowiecznej, zmierzający do odrodzenia znajomości literatury i języków klasycznych. Był głównym prądem intelektualnym epoki renesansu.
Choć z humanizmu renesansowego wywodzi się wiele współczesnych postaw światopoglądowych, nie należy go utożsamiać z humanitaryzmem ani współczesnymi postaciami humanizmu, takimi jak obecne w egzystencjalizmie i personalizmie.

### Reformacja i kontrreformacja
Obok utożsamianego czasem z Renesansem jako prądem kulturowym humanizmu renesansowego w kulturze XVI wieku pojawiły się także dwa inne wielkie prądy kulturowe: reformacja i kontrreformacja. Ich wzajemne stosunki są bardzo złożone i trudne do wyjaśnienia – mylne i uproszczone są jednak z pewnością obiegowe poglądy, jakoby kontrreformacja katolicka stała w ścisłej sprzeczności z humanizmem, czy też że reformacja w swojej istocie pokrywa się z humanizmem i stoi w opozycji do kultury średniowiecznej.

### Renesans a starożytność
Twórcy renesansowi wzorowali się na starożytnych Grekach i Rzymianach (zob. np. horacjanizm). Korzystali z ich osiągnięć, kultury i historii. Wiele dzieł nawiązuje do mitologii, np. obraz Leonarda da Vinci „Leda z łabędziem”. Architekturę wzorowano na rzymskiej. Budynki charakteryzowały się prostotą i symetrią. Kształty były zbliżone do sześcianu, okna prostokątne, a fasady bogato zdobione. W sztuce przeważały motywy mityczne i religijne. Nastąpił rozwój fresków, malarstwo olejne. Wprowadzono perspektywę, wykorzystywano czyste barwy oraz malowano na płótnie. Wszystkie cechy renesansowego malarstwa, rzeźby, architektury, literatury i innych dziedzin mają swoje źródło w antyku.

### Renesans a średniowiecze
XIX-wieczna wizja średniowiecza występująca w romantyzmie jako estetyzacja i idealizacja kultury feudalnej i podkreślanie elementów religijnych i mistycznych kultury średniowiecznej, a w pozytywizmie jako ujmowanie średniowiecza jako epoki zabobonu i tyranii ciągle odciska piętno na współczesnych wyobrażeniach o tej epoce, jest jednak w świetle współczesnych badań całkowicie błędna. Tej wizji średniowiecza przeciwstawiła druga połowa XIX wieku wyidealizowany obraz epoki Odrodzenia, szczególnie w dziele Jakoba Burckhardta i Friedricha Nietzschego. Wiek XIX postrzegał renesans jako epokę postępu naukowo-technicznego, wyrafinowanej kultury materialnej, indywidualizmu, hedonizmu, a nawet ateizmu, przeciwstawiając go ostro średniowieczu, któremu przypisywał cechy przeciwne – taka wizja Renesansu jest jednak tylko częściowo słuszna i po części stanowi projekcję własnych ideałów pozytywizmu.
Współcześnie dostrzega się wiele idei uznawanych dawniej za typowo renesansowe w średniowieczu, a także szeroką zależność myśli renesansowej od myśli średniowiecznej. Katoliccy historycy idei idą nawet dalej, w filozofii renesansowej nie tylko nie dostrzegając przełomu, ale wręcz widząc w niej nieudaną kontynuację filozofii nominalistycznej – Étienne Gilson nazywa renesans „zepsutym średniowieczem”, na wzór dawniejszego terminu „zepsuty Renesans”, którym określano barok.
Idee renesansowe przypisuje się zwłaszcza pewnym okresom kultury średniowiecznej, w których intensywnie rozwijano znajomość kultury starożytnej, a zainteresowania filologiczne i „historyczne” często dominowały nad filozoficznymi. Okresy te nazywa się „renesansami średniowiecznymi” – wyróżnia się w szczególności „renesans karoliński”, „renesans ottoński” i „renesans XII wieku”. Renesans karoliński przyniósł kontynentalnej Europie powrót znajomości wielu dzieł literatury i filozofii starożytnej, odrodzenie zbliżonej do klasycznej łaciny oraz szybki rozwój szkolnictwa, podobnie – na mniejszą skalę – renesans ottoński, w którym pojawiły się też idee uniwersalistyczne, żywiony w różnych formach tak przez kulturę średniowieczną, jak i kulturę renesansową „mit Rzymu”. Wiek XII przypomina renesans nie tylko w rozwoju nauk nazywanych później humanistycznymi i skupieniu zainteresowań na starożytności pogańskiej, ale też w podobnym typie kultury intelektualnej, widocznym zwłaszcza w platonizmie tej epoki (szczególnie w szkole z Chartres) i podobnym stosunku do natury, widocznym także w stylu romańskim, bezpośrednim (jako że we Włoszech zasadniczo nie było sztuki gotyckiej) poprzedniku stylu renesansowego. Nawet uważany za klasyczny okres kultury średniowiecznej wiek XIII, w którym brak jest typowych idei pochodzenia platońskiego, bywa określany jako protorenesans – przede wszystkim z racji rozwijanych w średniowiecznych uniwersytetach włoskich zainteresowań medycznych (zwłaszcza w Bolonii i Salerno) w nieprzerwany sposób kontynuowano w Italii renesansowej szybki rozwój nauk przyrodniczych, w których nie zawsze odwoływano się bezpośrednio do autorytetu (zwłaszcza u Alberta Wielkiego i Rogera Bacona), pewnych widocznych zwłaszcza na początku XIII w. nawiązań do filozofii Awerroesa i Awicenny podjętych także w platonizmie i arystotelizmie renesansowym, czy pojawienia się humanizmu chrześcijańskiego w filozofii Tomasza z Akwinu.

## Sztuka renesansu

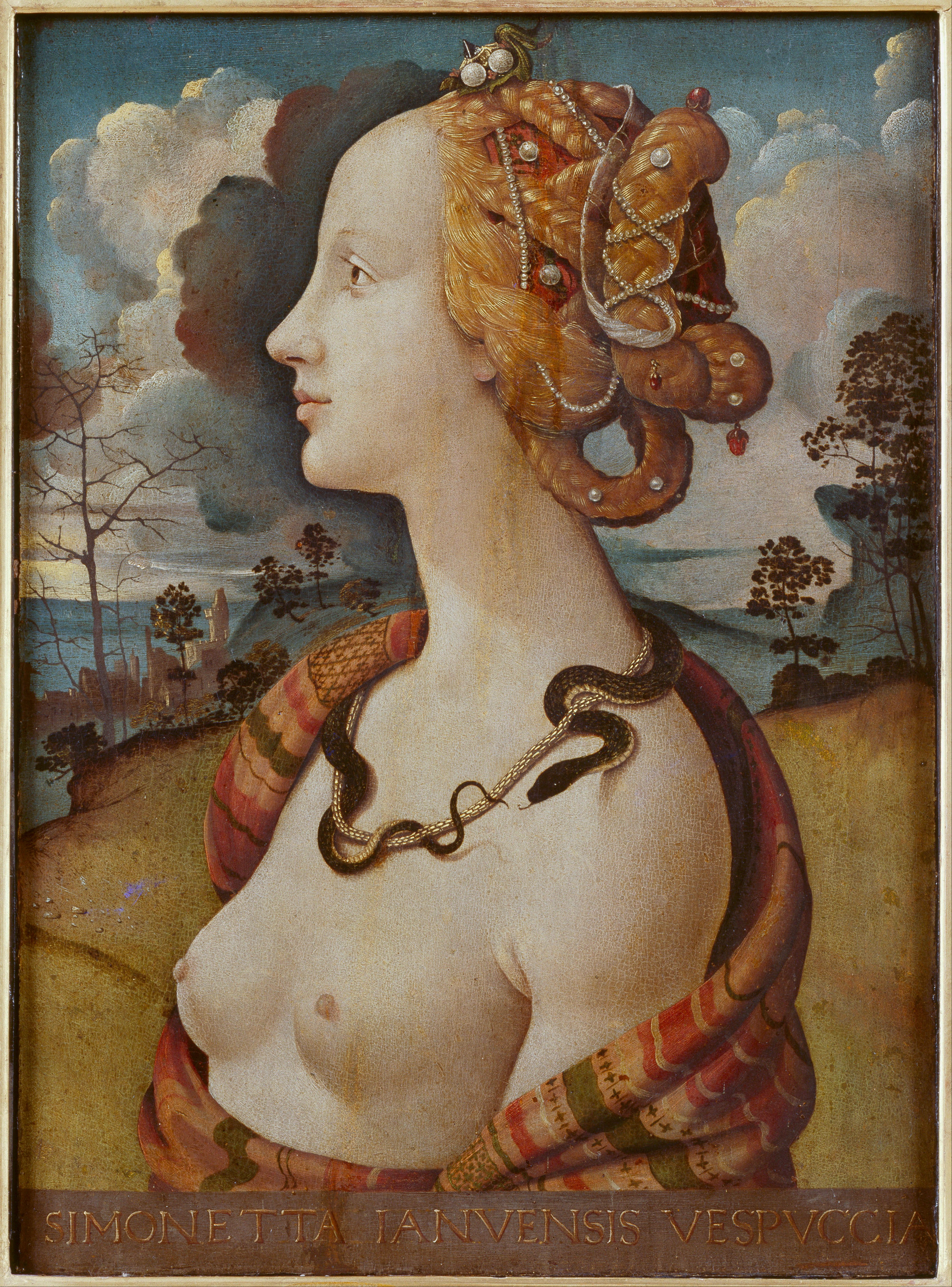
Portret Simonetty Vespucci, obraz Piero di Cosimo z 1490

Popularne stały się postacie biblijne i mitologiczne. W wielu dziełach występowały one razem. Powstało tam malarstwo portretowe. Malarze opierali się na 3 zasadach:
- zainteresowaniu się na nowo antykiem i systematycznym badaniu sztuki starożytnej
- skupieniu się na człowieku (humanizm)
- odkryciu i opanowaniu zasad perspektywy linearnej.

Zobacz więcej w osobnych artykułach:
- architektura renesansu
- malarstwo renesansu
- muzyka renesansu
- rzeźba renesansu
- taniec w renesansie

## Filozofia renesansu

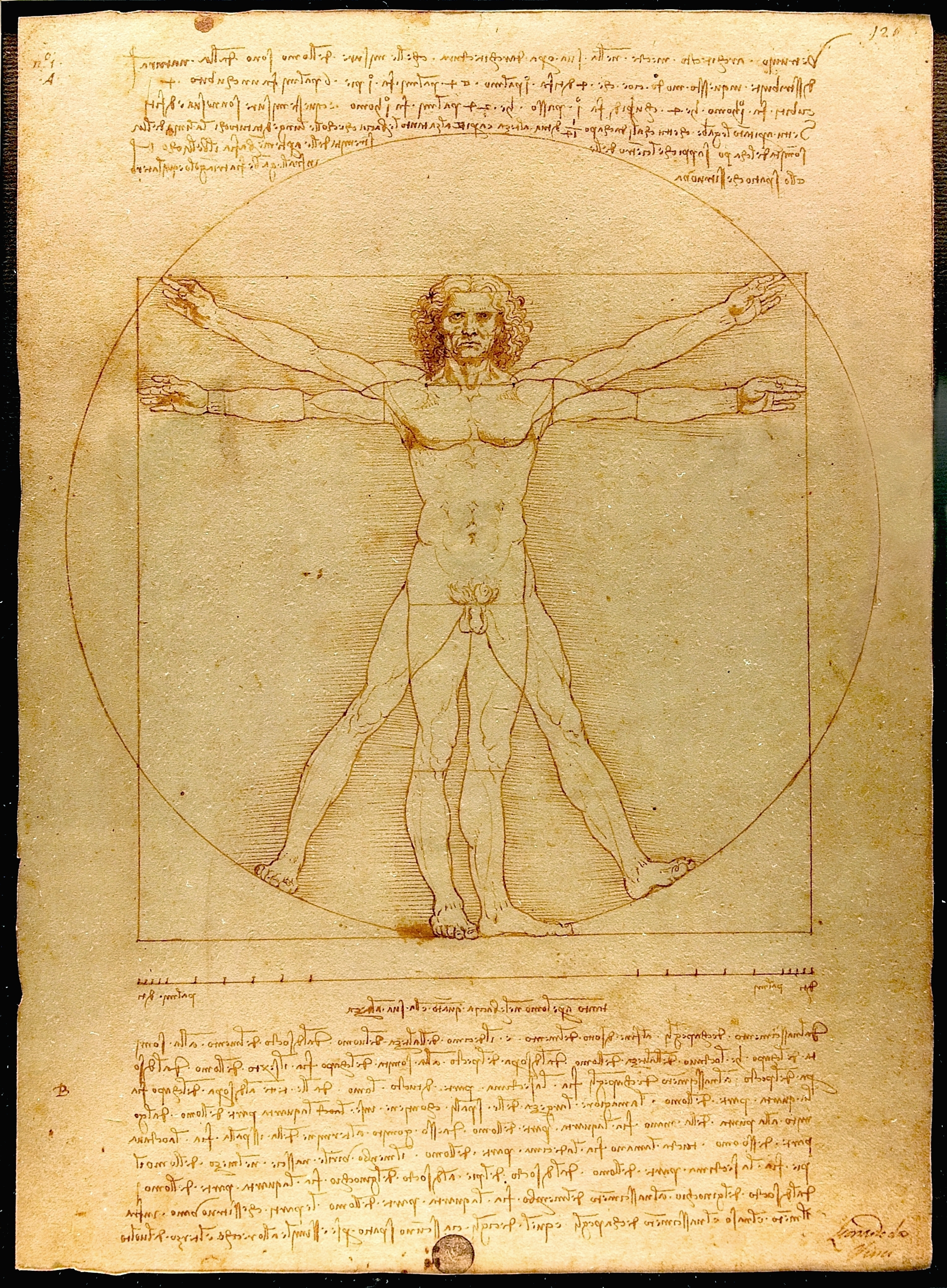
Człowiek witruwiański Leonarda da Vinci może być symbolem odrodzenia zainteresowania starożytnością oraz renesansowego antropocentryzmu.

Mimo że wielu filozofów renesansowych postrzegało swoją działalność jako radykalny przełom intelektualny, współcześni badacze nie podzielają tej oceny. Wskazują oni, że przełom w filozofii rozpoczął się już wcześniej, w wieku XIII i XIV, wraz z odrodzeniem logiki i przyswojeniem wielu starożytnych tekstów. Zakończył go natomiast wiek XVII, który przyniósł charakterystyczny dla filozofii nowożytnej „przełom epistemologiczny”, zmianę nacisku w badaniach z zagadnień metafizycznych na zagadnienia epistemologiczne. Filozofia wieku XV i XVI jest więc stadium przejściowym między filozofią średniowieczną a nowożytną.
Głównymi nurtami filozoficznymi renesansu były humanizm renesansowy, arystotelizm i platonizm. Cechami charakterystycznymi humanizmu były zafascynowanie kulturą starożytnej Grecji i Rzymu oraz antropocentryzm. Humanizm renesansowy ożywił studia klasycznej łaciny i greki, co spowodowało odnowę naukowej i filozoficznej myśli starożytnej, a także klasycznej poezji i sztuki.
Równie popularny był arystotelizm. Był on podstawową ramą teoretyczną dyskusji filozoficznych i źródłem wpływów. Arystotelizm miał mocną pozycję na uniwersytetach, a także w Kościele katolickim.
Odrodzenie zainteresowania Platonem i jego kontynuatorami było częścią powrotu humanistów do zainteresowania kulturą starożytną. Głównym ośrodkiem renesansowego platonizmu była Florencja. Tam powstała w 1462 r. Akademia Florencka, mająca odradzać tradycję Akademii Platońskiej.
Również różne nurty filozofii hellenistycznej, takie jak stoicyzm, sceptycyzm i do pewnego stopnia epikureizm spotkały się z rosnącym zainteresowaniem. Wielkie znaczenie miały też okultyzm, alchemia i kabała, zgłębiane przez wielu filozofów.
Istotną cechą filozofii renesansowej był również rozwój filozofii przyrody. Szukano nowych dróg wyjaśniania zjawisk przyrodniczych, opartych na obserwacji, eksperymencie, oraz szerszym wykorzystaniu matematyki. W początkowym okresie filozofowie przyrody nastawieni byli panteistycznie, łącząc często filozofie przyrody z magią i alchemią, w okresie późniejszym metodologicznie. Renesansowa filozofia przyrody w znaczący sposób przyczyniła się do rozwoju metody naukowej i stała się podstawą do wyodrębnienia się nauki z filozofii w epoce nowożytnej.
Najbardziej znanymi filozofami renesansu byli: Giovanni Pico della Mirandola, Michel de Montaigne, Erazm z Rotterdamu, Marsilio Ficino, Francis Bacon, Giordano Bruno czy Niccolò Machiavelli.

## Literatura renesansu

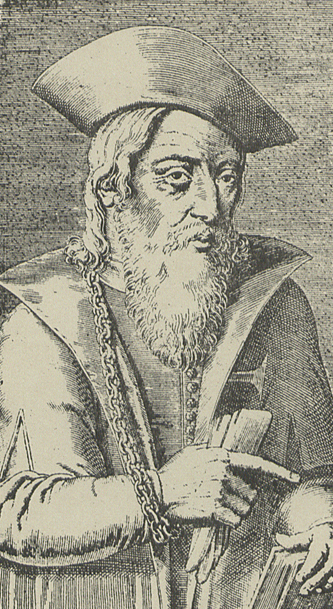
Francisco de Sá de Miranda, pierwszy portugalski poeta renesansowy

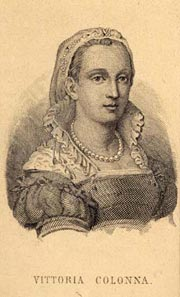
Nunzio Albanelli, portret Vittorii Colonny

W okresie renesansu dominującą literaturą była literatura włoska. W niej nowy kierunek rozwinął się o wiele wcześniej niż w innych krajach. Za prekursora literackiego renesansu uważa się Dantego, który podniósł język włoski do rangi języka kulturalnego, mimo że jest on największym poetą dojrzałego średniowiecza. Najwybitniejszym lirykiem był Francesco Petrarca, tworzący w XIV wieku, gdy na innych terenach trwało jeszcze literackie średniowiecze. Poezje liryczne pisał rzeźbiarz i malarz Michał Anioł Buonarroti. Największymi twórcami epiki byli Ludovico Ariosto, autor Orlanda szalonego i Torquato Tasso, autor Jerozolimy wyzwolonej. Do głosu zaczęły dochodzić piszące kobiety, z których najsłynniejsza była przyjaciółka Michała Anioła Vittoria Colonna. Prozę rozwijali Baldassare Castiglione, Giorgio Vasari i Benvenuto Cellini, słynny rzeźbiarz i złotnik. Aktywny na polu poezji i prozy był Pietro Aretino. Inspiracje włoskie były podejmowane w innych krajach. W Portugalii działali Francisco de Sá de Miranda, Gil Vicente i Luís Vaz de Camões, we Francji Pierre de Ronsard, Clément Marot i François Rabelais, zaś w Anglii Thomas More, Thomas Wyatt, Henry Howard, Edmund Spenser i Philip Sidney. W Hiszpanii największą indywidualnością był Miguel de Cervantes, autor Don Kichota i cyklu Nowele przykładne. Wybitnym epikiem okazał się Alonso de Ercilla y Zúñiga, autor eposu Araukana. We wszystkich niemal krajach rozkwitła sonetystyka, jak również wielka epika oktawą. Renesans był również właściwym początkiem literatury w języku polskim. Bujnie się też rozwijała literatura chorwacka tworzona w Dubrowniku. W tym niepodległym mieście działał Marin Držić, autor dramatu Dundo Maroje. Natomiast na Węgrzech pisał wybitny liryk Bálint Balassi. W okresie renesansu ewoluowała teoria literatury. Jednym z jej przedstawicieli był francuski filolog Joseph Justus Scaliger.

## Renesans w poszczególnych krajach

### Renesans w Niderlandach
W XV wieku południowe Niderlandy były ośrodkiem szczególnie żywego rozwoju późnośredniowiecznej kultury („jesieni średniowiecza”). To tu w sporach z książętami Burgundii i lokalnymi biskupami w miastach Flandrii rodziła się nowa filozofia społeczna, oparta na nominalizmie, postulująca niezależność miast i ich obywateli od władzy państwowej, np. u Jana z Gandawy. Bujny rozkwit gospodarczy Niderlandów, od XVI w. także północnych, przyczynił się do powstania na tych terenach osobnego typu kultury renesansowej, tzw. renesansu północnego. Szczególnie widoczne są odrębności renesansu południowego i północnego w dziedzinie malarstwa, w którym ośrodek niderlandzki ma znaczenie zbliżone do ośrodka włoskiego.
W dziedzinie religii w XV w. Niderlandy stały się ośrodkiem devotio moderna, przez niektórych historyków idei postrzeganej jako zarodek nowożytnej religijności – devotio moderna kładła bowiem szczególny nacisk na religijność indywidualną, osobisty kontakt z Bogiem. W XV-wiecznych wspólnotach „braci życia wspólnego” rozwijały się studia nad autorami starożytnymi. Tomasz z Kempis, centralna postać ruchu devotio moderna, uznawany jest za inspiratora XVI-wiecznego odrodzenia myśli stoickiej. W wieku XVI Południowe Niderlandy (szczególnie Uniwersytet w Lowanium) były drugim obok Hiszpanii ośrodkiem teologicznej myśli katolickiej, a w Niderlandach Północnych żywo rozwijała się teologia kalwinistyczna.
W Niderlandach dojrzałego Renesansu rozwija się przede wszystkim filozofia społeczna, przeważnie oparta na odrodzonym stoicyzmie. Kluczową postacią jest tu Erazm z Rotterdamu, irenistyczny teolog i wybitny filolog. Humanizm Erazma odnosi się także do jego teologii – podkreślał, że Pismo Święte należy komentować, posługując się wiedzą historyczno-filologiczną, w szczególności znajomością Ojców Kościoła, a nawet filozofii pogańskiej. To szczególne podkreślenie roli Pisma Świętego zbliżało go do protestantyzmu, zarazem jednak podkreślenie konieczności znajomości Ojców oddalało go od protestanckiej zasady sola scriptura. Erazm propagował nie tylko Biblię, ale też dorobek literacko-filozoficzny starożytności – przełożył z greki Nowy Testament i zebrał według własnego klucza myśli mędrców starożytności w Adagiach. Jego stoicyzm przejawia się w niechęci do mistyki i utożsamieniu chrześcijaństwa z praktykowaniem cnót indywidualnych rozumianych właśnie w duchu stoickim. Był typowym kosmopolitycznym humanistą renesansowym północnej Europy, posiadał bogatą bibliotekę, szeroką wiedzę erudycyjną, przyjaźnił się z wieloma uczonymi z różnych krajów, np. ze św. Tomaszem Morusem czy Janem Łaskim.

### Renesans w Niemczech

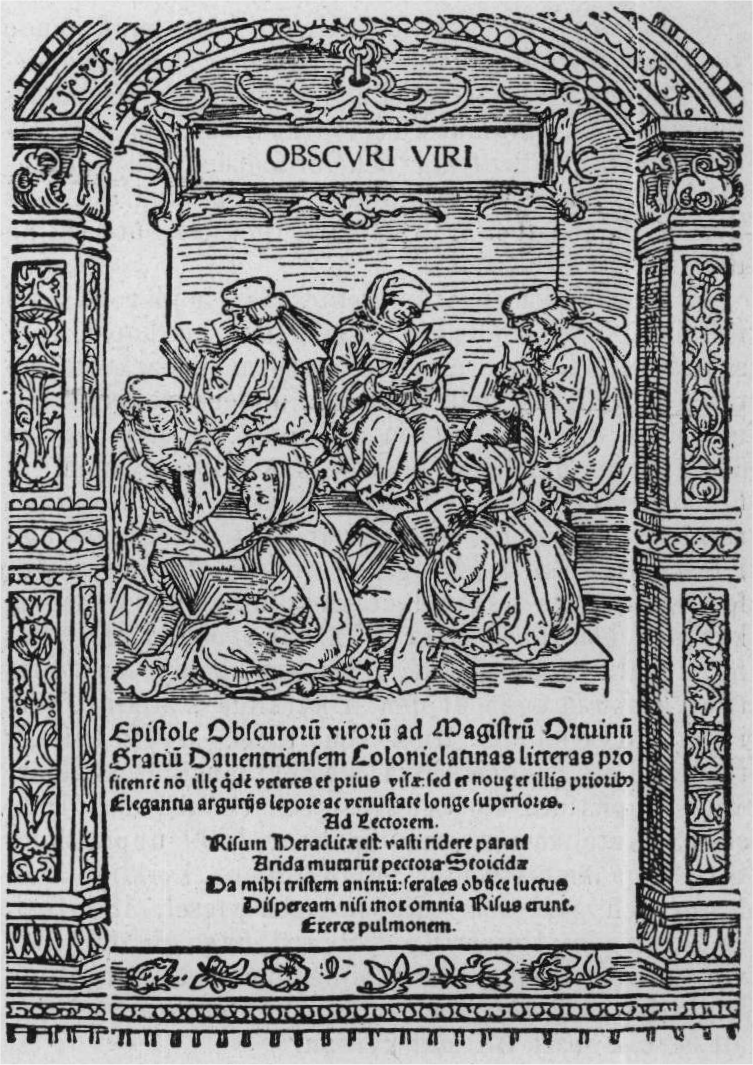
Listy ciemnych mężów, wydanie z 1517

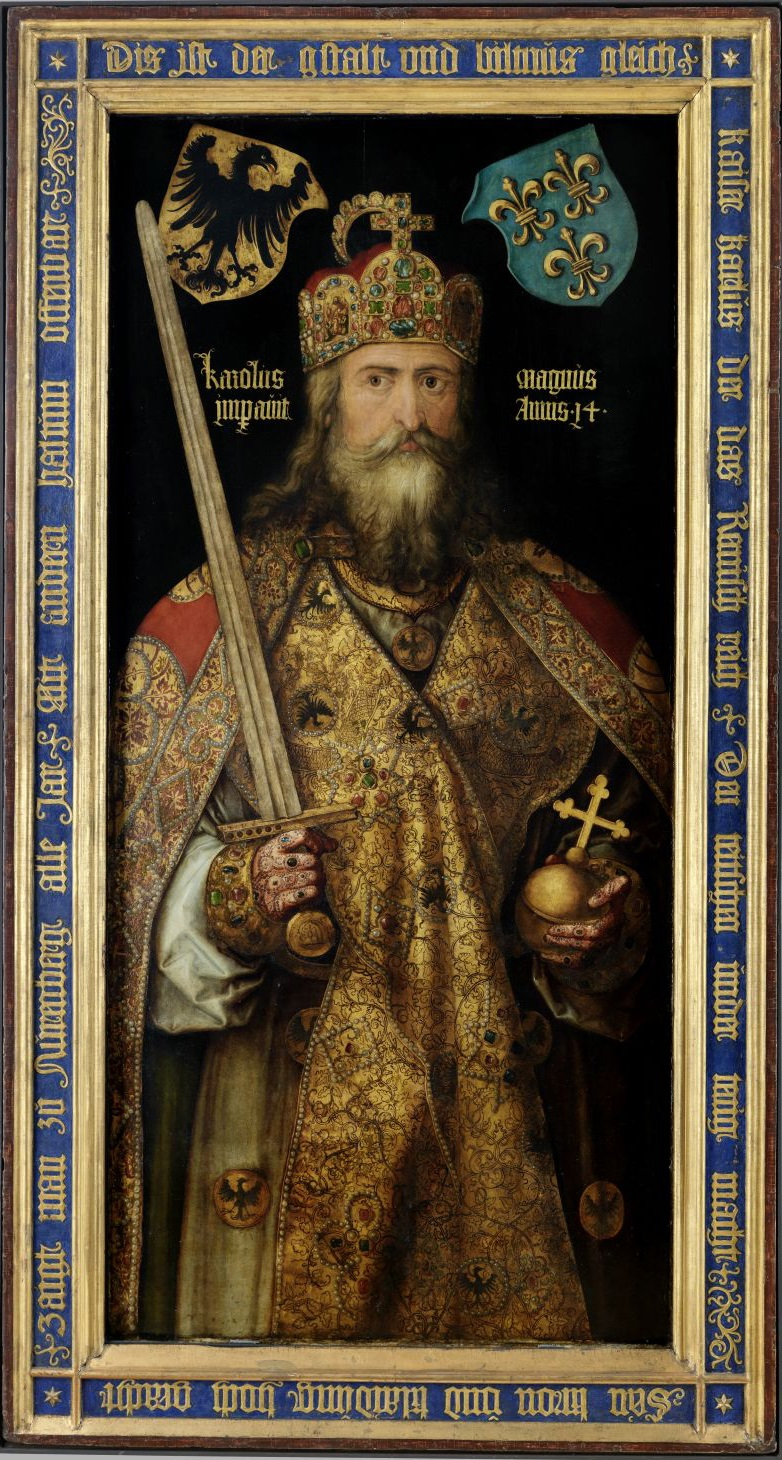
Albrecht Dürer, Karol Wielki, 1513

Humanizm i sztuka renesansowa dotarły do Niemiec bezpośrednio z Włoch, nieco później niż do innych krajów. Było to rezultatem podróży niemieckich uczonych i artystów do Włoch. Niemcy są natomiast kolebką luteranizmu, najstarszego i największego nurtu reformacji, w niektórych aspektach zależnego od humanizmu (zob. Luter jako humanista), ale głównie przeciwstawiającego się włoskiej kulturze humanistycznej.
Humanizm w Niemczech rozwijał się przede wszystkim przed wystąpieniem Marcina Lutra. Do jego głównych reprezentantów należą np. Konrad Celtis (1459–1508) i Johannes Reuchlin. Kilku spośród uczniów i zwolenników Reuchlina napisało sławne Listy ciemnych mężów, w których ostro przeciwstawiło się wpływom duchowieństwa i wielu aspektom kultury późnego średniowiecza, zwłaszcza późnej scholastyce nominalistycznej. Wielu z nich, jak Ulrich von Hutten, stało się później zagorzałymi zwolennikami reformacji.
Konrad Celtis studiował w Kolonii i Heidelbergu, a następnie podróżował po Włoszech, zbierając greckie i łacińskie manuskrypty. Był pod znacznym wpływem Tacyta, na podstawie jego Germanii napisał wprowadzenie do historii i geografii Niemiec. Pisał też poezje, często poświęcone chwale Niemiec. Był jedną z najważniejszych postaci renesansu północnego i głównym propagatorem ruchu humanistycznego w Niemczech.
Johannes Reuchlin (1455–1522), który studiował w różnych włoskich miastach, był przede wszystkim filologiem, znawcą łaciny i greki, a przede wszystkim jednym z pierwszych hebraistów. Poprzez swoje studia nad językiem hebrajskim, przy których okazji próbował odnaleźć żydowskie źródła chrześcijaństwa, przysporzył sobie wielu wrogów na uniwersytetach Niemiec i Francji. Ze względu na panujący pogląd, że zniszczenie ksiąg żydowskich może przyczynić się do nawrócenia żydów, przechrzta Johannes Pfefferkorn rozpoczął „wojnę na pamflety” ze zwolennikami Reuchlina, co spowodowało potępienie poglądów Reuchlina przez papieża Leona X.

### Renesans w Hiszpanii

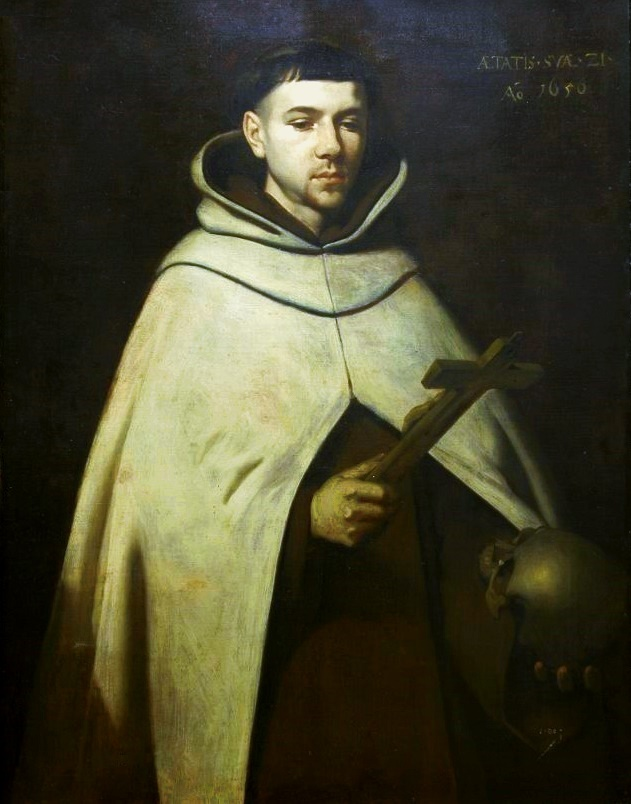
Francisco de Zurbarán, Święty Jan od Krzyża

Mimo że wiele mówi się o „opóźnieniu kulturalnym Hiszpanii” i odrębności form kultury tego kraju, nie można nie zauważyć, że zaszły w nim XV i XVI wieku głębokie przemiany kulturowe i polityczne, które sprawiły, że Hiszpania renesansowa głęboko różniła się od Hiszpanii średniowiecznej. Humanizm nie miał w Hiszpanii znaczniejszych przedstawicieli – poza Vivesem, jednak drugi kluczowy prąd kulturalny XVI wieku, kontrreformacja, to tu wydał najświetniejsze owoce. Pod koniec XV wieku władcy Hiszpanii zdobyli Grenadę, ostatnie państwo muzułmańskie na Półwyspie Iberyjskim, i połączyli Aragonię i Kastylię unią, dając początek jednemu z najpotężniejszych imperiów świata. Stopniowo złamali przywileje stanowe i odrębności poszczególnych regionów, także wygnanie Maurów i wprowadzenie (1484) dość ściśle związanej z instytucjami państwowymi inkwizycji przyczyniły się do centralizacji państwa i stopniowego rozwoju absolutyzmu władców, przekształcając Hiszpanię z państwa średniowiecznego w nowożytną monarchię absolutną.

### Renesans w Polsce
Renesans był okresem rozkwitu kultury polskiej. Państwo polsko-litewskie było duże i silne, a wpływy włoskie, które nasiliły się wraz ze ślubem Zygmunta I Starego z Boną Sforzą, przyczyniły się do rozkwitu malarstwa, architektury, sztuki kulinarnej. Do Polski przybyli sławni poeci i myśliciele: Włoch Filip Kallimach (Filippo Buonaccorsi), Niemiec Konrad Celtis. W roku 1488 (niektóre źródła podają 1489) powstało pierwsze w Europie towarzystwo literackie – Nadwiślańskie Bractwo Literackie. Jego członkami zostali Celtis, profesorowie Akademii Krakowskiej, dworzanie, studenci. Polska stała się azylem tolerancji religijnej, powstały dzieła Reja i Kochanowskiego, Akademia Krakowska stała się jednym z ważniejszych ośrodków naukowych Europy. W późniejszych latach powstały również kolejne uniwersytety: 1544 w Królewcu, 1579 w Wilnie i 1594 w Zamościu.